# Ausseer Kammerhofmuseum
Das Ausseer Kammerhofmuseum ist ein Heimatmuseum in Bad Aussee im Salzkammergut in Österreich. Es befindet sich im Kammerhof. Das Gebäude steht unter Denkmalschutz (Listeneintrag).

## Ausseer Kammerhof
Der Kammerhof in Bad Aussee wurde im Jahre 1395 erstmals urkundlich erwähnt. Der Baubeginn erfolgte wahrscheinlich zu diesem Zeitpunkt. Das Gebäude wurde im Laufe seiner Geschichte mehrmals umgebaut, jedoch hat sich die originale Bausubstanz in weiten Teilen erhalten. Fenster- und Türgewände sowie die Kamineinfassung stammen aus der Zeit um 1530. Eine Besonderheit des Ausseer Kammerhofs ist der Kaisersaal mit seinen Freskomalereien (entstanden 1740–1756) mit Landschaftsbildern aus Bad Aussee, Altaussee und Grundlsee. Hier haben Kaiser Friedrich III. und Kaiser Maximilian übernachtet. Bis 1926 diente der Kammerhof als Salzamtsgebäude. 1971 wurde das Haus von der Marktgemeinde Bad Aussee erworben. Im Zuge der Neuerrichtung des Kurzentrums im selben Jahr wurden die ursprüngliche Hofmauer, alle Nebengebäude und das nördliche Treppenhaus abgetragen.

## Sammlung und Ausstellung
Der systematische Aufbau des Heimatmuseums mit dem Fokus auf Geschichte und Volkskultur des Ausseerlandes begann im Jahre 1978. Die heutige Sammlung setzt Schwerpunkte auf Archäologie, Salz- und Ortsgeschichte, Tracht, Volksmusik, Brauchtum, Fossilien und Höhlenkunde. Als Teile der Sammlung hervorzuheben sind Funde aus der Salzofenhöhle, einer Jagdstation paläolithischer Menschen im Toten Gebirge, zahlreiche im Ausseerland geborgene Relikte aus der Bronze- und Eisenzeit und Funde spätrömischer Siedlungen im Koppental und am Altausseer Michlhallberg (Sandling-Massiv).